# Harranasaurus
Harranasaurus — викопний рід глобідензинових мозазаврів із Йорданії та, можливо, також Марокко. Рід містить один відомий вид, H. khuludae з формації Муваккар в Йорданії і, можливо, також Сіді-Дауї в Марокко.